# Shadow of the Beast III
Shadow of the Beast III est un jeu vidéo d'action-aventure développé par Reflections et édité par Psygnosis en 1992 sur Amiga.
Dernier épisode de la trilogie fantastique Shadow of the Beast, le jeu conte l'ultime combat de Aarbron, l'humain maudit, contre Maletoth, le Seigneur des Bêtes. Le héros, qui a quasiment repris son apparence humaine, doit retrouver quatre artefacts magiques pour éliminer définitivement son ennemi. Son périple le mène dans quatre lieux : la Forêt de Zeakros, le Fort Dourmoor, les Cavernes de Bidhur et Nosthomak. Le joueur parcourt des environnements en vue de profil. Pour progresser, il doit résoudre une succession d'énigmes en manipulant des objets et éviter les pièges mortels que lui dressent les créatures de Maletoth.

## Histoire et gameplay
Dans cet opus, Aarbron a récupéré sa forme humaine, mais doit vaincre Maletoth une fois pour toutes pour devenir pleinement humain. Shadow of the Beast III comporte quatre étapes distinctes au lieu d’une grande zone. Le jeu met moins l’accent sur les éléments d’action si importants dans les deux premiers opus, préférant une approche plus cérébrale.

## Équipe de développement
- Programmation : Cormac Batstone, Paul Howarth
- Graphisme : Martin Edmondson, Jeff Bramfitt (intro)
- Sons : Tim & Lee Wright

## Développement
Shadow of the Beast III a commencé à être développé en octobre 1990, et il a été développé en deux ans. Les graphismes de Shadow of the Beast III ont été réalisés par Martin Edmondson sur un Amiga 3000 en utilisant DPaint IV. Shadow of the Best III a été développé sur un Ordinateur personnel de 25 MHz avec PDS 2. Le magazine The one a interviewé Mark Jones, graphiste de Shadow of the Beast III, pour obtenir des informations sur son développement dans une interview de prélancement. Edmondson note que le point original de Shadow of the Beast III était ses graphismes, affirmant qu’il conservera l’apparence caractéristique de l’original avec des changements significatifs. Edmonson affirme que « Beast I était un chef-d’œuvre graphique et certaines personnes ont trouvé que Beast II était trop difficile… Dans Shadow of the Beast III nos objectifs sont de maintenir, de retenir les puzzles de Beast II et de les rendre plus faciles. Ce sera ainsi beaucoup plus accessible. La structure de jeu non linéaire a facilité la conception graphique de celui-ci, Edmondson exprime que, “pour moi, c’est beaucoup plus facile de commencer à dessiner une forêt que de créer progressivement un environnement forestier dans lequel vous pouvez marcher.
L’un des aspects les plus difficiles du développement de Shadow of the Beast III était le Défilement parallaxe ; Edmondson compare les méthodes de défilement de Beast I et II, en disant que « dans Beast I, nous avons choisi la façon la plus évidente et la plus simple de la faire, mais le problème avec cela était que vous ne pouviez pas avoir des monstres au premier plan en même temps. Ils devaient être très espacés et loin des parties intéressantes de la carte… pour Beast II, nous l’avons corrigé afin que nous puissions avoir des monstres autour des échelles et des morceaux de bâtiment, mais l’arrière-plan a souffert et en gros une silhouette ». La technique de défilement de parallaxe développé pour Shadow of the Beast III permet aux monstres d’être dans des points d’intérêt sans sacrifier l’apparence, mais Edmondson fait remarquer que c’est « très gourmand au niveau du processeur » et qu’il a donc fallu « des mois et des mois juste pour le faire fonctionner ». Une autre complication dans le développement du défilement de parallaxe de Shadow of the Beast III est que les Amiga nord-américains fonctionnent à 60 Hz alors que les Amiga européens fonctionnent à 50 Hz, ce qui a entrainé des problèmes graphiques sur l’Amiga NA pendant les tests. Les graphismes de Shadow of the Beast III utilisent le multiplexage de sprite horizontal et vertical et des interruptions de couleur horizontales et verticales.

## Production
La boîte du jeu ne contenait pas de t-shirt ; au lieu de cela, un badge avec le logo du jeu était inclus. Une version de Sega Genesis a été envisagée et même développée à un moment donné, avec Matt Furniss comme compositeur principal.
La musique de Shadow of the beast II et Shadow of the beast III a été composée et produite par Tim Wright. Ces titres comprenaient une bande sonore plus étendue et utilisaient des échantillons ethniques tirés d’autres sources du même synthétiseur Korg M1 qui avait été utilisé par David Whittaker pour le jeu original. Shadow of the beast III contenait un total de 24 pistes avec une instrumentalisation ethnique, mais cette fois avec l’ajout de certains sons plus synthétiques.

## Accueil
Computer Gaming World a donné à Shadow of the Beast III une critique mitigée. Le magazine a noté que les graphismes étaient « très bon » et que la musique était « excellente », mais celui-ci a critiqué le fait que la difficulté des puzzles était assez élevée, que le jeu avait des temps de chargement très lents et qu’on ne pouvait installer le jeu que sur un seul disque dur à cause d’une protection de copie. Il a conclu en disant : « J’ai grandi fatigué des jeux d’arcades qui punissent le joueur au lieu de le récompenser pour ses efforts ».